# Laura Bielau
Laura Bielau (* 1981 in Halle an der Saale) ist eine deutsche Künstlerin und Fotografin. Sie lebt und arbeitet in Halle und Berlin.

## Leben
Bielau begann 1997 eine Ausbildung als Grafikdesign Assistentin in Halle, bevor sie 1999–2002 eine Ausbildung als Fotografin in Leipzig absolvierte. Im Jahr 2002 begann sie ihr Studium der Fotografie an der Hochschule für Grafik und Buchkunst in Leipzig, das sie 2001 abschloss. 2005–2008 studierte sie in der Fotografie-Klasse von Timm Rautert. 2007 hatte sie ein Auslandsaufenthalt in Finnland an der Universität Helsinki. 2008 erhielte sie ihr Diplom bei Timm Rautert. Im Anschluss war sie von 2008 bis 2011 Meisterschülerin bei Peter Piller.
Zeitgleich zu ihrem Meisterstudium begann sie eine Assistenzstelle in Berlin bei dem Künstler Michael Schmidt. Nach dem Tod von Michael Schmidt im Jahr 2014 war sie im Archiv Michael Schmidt sowie als künstlerische Betreuung seines Werks tätig. Das Ausstellungsprojekt „Michael Schmidt – Retrospektive, Fotografien 1965–2014“ (2020) im Hamburger Bahnhof unterstützt Bielau kuratorisch und künstlerisch.
Im Wintersemester 2019/2020 war sie als Lehrbeauftragte an der Kunsthochschule Kassel in der Klasse für Visuelle Kommunikation/Fotografie angestellt.

## Werk
Bielaus Werk besteht aus unterschiedlichen Werkgruppen, an denen sie über längeren Zeitraum arbeitet, beispielsweise COLOUR LAB CLUB (seit 2006), FOTOGRAFIN (2010–2011), ARBEIT (2014–2019) und TEST (2019–2021). Ihre Arbeiten entstehen aus der intensiven Auseinandersetzung mit gesellschaftlichen, wissenschaftlichen und alltäglichen Themen, die sie durch Recherche aus verschiedenen Perspektiven erforscht. 
In den arbeiten COLOUR LAB CLUB und FOTOGRAFIN beschäftigt sich Bielau mit der Geschichte der Kunst sowohl mit dem heutigen Bildverständnis unserer Zeit. Sie hinterfragt die Fotografiegeschichte und untersucht das komplexe Verhältnis zwischen Fotografin und der Welt. ARBEIT thematisiert ihren Arbeitsprozess und die Beziehungen zwischen ihrer Arbeit als Fotografin, ihre Arbeit an dem fotografischen Bild und die Auseinandersetzung mit den Menschen, die für ihre Arbeit wichtig sind. Diese wissenschaftliche Herangehensweise zieht sich durch ihr gesamtes Werk.
Ihre Arbeiten befinden sich unter anderem in der Sammlung Staatliche Kunstsammlung Dresden, der Sammlung des Sprengel Museum Hannover und der Kunstsammlung Städel Museum Frankfurt am Main.

## Einzelausstellungen (Auswahl)
- 2008: „COLOR LAB CLUB“, Galerie Emmanuel Post, Leipzig
- 2011: „FOTOGRAFIN“, Galerie Emmanuel Post, Leipzig
- 2017: „Preis des Kunstvereins (2015–2017)“, Kunstverein Hannover[10]
- 2024: „DRUCK“, Coalmine, Winterthur[4]
- 2024: „ARBEIT, TEST, FOTOGRAMME, ICH“ Kunsthalle Recklinghausen[11]

## Gruppenausstellungen (Auswahl)
- 2009: „gute aussichten . junge deutsche fotografie“, DZ Bank, Frankfurt/Main[12]
- 2011: „Photography Calling!“, Sprengel Museum Hannover, Hannover[13]
- 2012: „State of the Art Photography“, NRW-Forum, Düsseldorf[14]
- 2014: „(Mis)Understanding Photography – Werke und Manifeste“, Museum Folkwang, Essen[15]
- 2024: „Seasons 01: Concrete Island“, Seasons 01, Los Angeles[16]

## Publikationen (Auswahl)
- 10 EGGS, ANIMALS, WORK. Multipress, Oslo 2020.[17]

- ARBEIT. Spector Books, Leipzig 2021, ISBN 978-3-95905-438-6.[18]

- TEST. Spector Books, Leipzig 2024, ISBN 978-3-95905-842-1.[19]

## Stipendien und Preise (Auswahl)
- 2007: Goethe Institut artist residency, Helsinki[6]
- 2008: Preis „gute aussichten, junge deutsche fotografie“, DZ Bank, Frankfurt/Main[12]
- 2014: Preis des Kunstvereins, Hannover[10]
- 2015 Project Grant 2015/2016, DZ Bank Kunstsammlung, Frankfurt am Main
- 2018: Artist residency, Künstlerhaus Worpswede[20]
- 2019: Arbeitsstipendium, Kunststiftung Sachsen-Anhalt[21]
- 2023: Pollock-Krasner Foundation Grant, New York[22]